# Орол
Оро́л, Oroles — царь даков в 1-й половине 2-го в. до н. э.
Успешно противостоял бастарнам, блокировав их продвижение в Трансильванию.
Древнеримский историк Трог Помпей писал, что Орол наказал своих воинов, заставив их спать у ног своих жён и выполнять за них домашнюю работу, поскольку первоначально те потерпели поражение в борьбе против захватчиков. «Мотивированные» таким образом, дакские войска разгромили бастарнов, и Орол отменил санкции.